# Kempton (Indiana)
Kempton è un comune degli Stati Uniti d'America, situato nello Stato dell'Indiana, nella contea di Tipton.